# Slanke salamanders
Slanke salamanders (Batrachoseps) zijn een geslacht van salamanders uit de familie longloze salamanders (Plethodontidae). De groep werd voor het eerst wetenschappelijk beschreven door Karel Lucien Bonaparte in 1839.
Er zijn 21 soorten die voorkomen in Noord-Amerika: in de Verenigde Staten, in de staten Oregon en Californië en in Mexico in de staat Neder-Californië.

## Soorten
Geslacht Batrachoseps
- Soort Batrachoseps altasierrae
- Soort Batrachoseps attenuatus – Californische slanke salamander
- Soort Batrachoseps bramei
- Soort Batrachoseps campi
- Soort Batrachoseps diabolicus
- Soort Batrachoseps gabrieli
- Soort Batrachoseps gavilanensis
- Soort Batrachoseps gregarius
- Soort Batrachoseps incognitus
- Soort Batrachoseps kawia
- Soort Batrachoseps luciae
- Soort Batrachoseps major
- Soort Batrachoseps minor
- Soort Batrachoseps nigriventris
- Soort Batrachoseps pacificus
- Soort Batrachoseps regius
- Soort Batrachoseps relictus
- Soort Batrachoseps robustus
- Soort Batrachoseps simatus
- Soort Batrachoseps stebbinsi
- Soort Batrachoseps wrightorum